# 查爾斯·麥金托什
查爾斯·麥金托什FRS（英語：Charles Macintosh，1766年12月29日—1843年6月25日；或譯稱「查爾斯·麥金塔」）是蘇格蘭男性化學家及發明家，為用於衣物的防水材質開發改良者。

## 生平
年輕時查爾斯開始對於化學產生濃厚興趣，在20歲期間便投入化學物品製造相關事務，期间在著名化学家约瑟夫·布拉克指导下于爱丁堡大学学习化学。之後曾於1797年倫弗魯郡一帶成立蘇格蘭的第一間明礬工廠。
在1823年查爾斯申請了一項專利；該專利內容是透過天然橡膠溶解在煤焦油的石腦油裡來產生出一種可防水材質，該年度查爾斯亦因此而被獲選為皇家學會的院士。
之後1824年查爾斯來到曼徹斯特找尋棉廠和織工合作，設法將所弄出的材質合成在布料上做出防水衣物，但因為製作出的成品有氣味方面問題，讓查爾斯的防水衣物起初除了一些軍方和海運單位外未被一般大眾接受。而在1825年英國發明家湯瑪斯·漢考克（Thomas Hancock）從查爾斯的專利取得了許可，為查爾斯提供了更易於被溶解的橡膠而促進合作，到了1831年查爾斯與湯瑪斯則將彼此個人創立的公司給一同合併。
除在防水材質製造方面外，查爾斯另在1825年構想一種可將鑄鐵轉換成鋼的方式；並在1828年有和同鄉出身的工程師詹姆斯·伯特蒙·尼爾森（James Beaumont Neilson）合作，設計有關可節省熱爐燃料消耗的方法。
1843年年6月25日查爾斯離世，死後於格拉斯哥大教堂火化並葬在教堂旁的墓園。

## 家庭

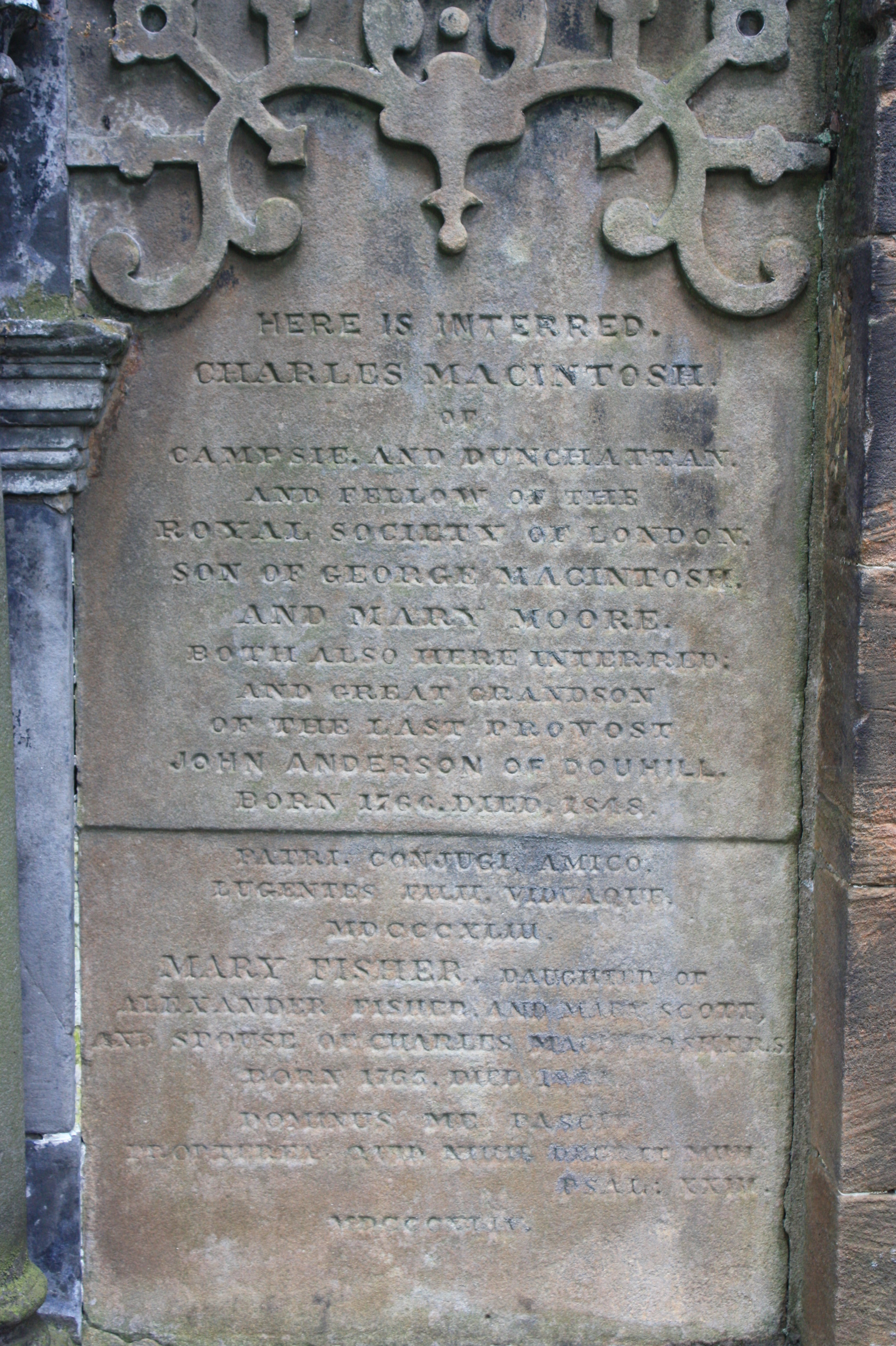
位於格拉斯哥大教堂墓園的查爾斯·麥金托什墓碑。

查爾斯的父親喬治是來自蘇格蘭高地的住民，之後搬至格拉斯哥並在附近一帶成立以地衣來製作染色粉末的工廠。查爾斯所娶的妻子瑪麗·費雪則是居於格拉斯哥的一名商人女兒，並有為他生下一名同樣取名為喬治的兒子。

## 爭議
早在查爾斯申請製作防水材質的方法前，蘇格蘭外科醫生詹姆斯·賽姆（James Syme）便已有想出類似的構思，但因詹姆斯本身並未對商業行為感興趣而沒即時發表出。